# Американо-гайанские отношения
Американо-гайанские отношения — двусторонние дипломатические отношения между США и Гайаной. 

## История
Начиная с конца 1980-х годов Гайана стремится к улучшению отношений с США, эта политика является частью решения перехода от государственного социализма и однопартийного управления к рыночной экономике и большей свободе печати и собраний. Благодаря проведению свободных демократических выборов в Гайане, США стали ближе сотрудничать с ней в области безопасности, а также расширили торгово-экономическую основу отношений. Соединённые Штаты оказывают поддержку в становлении демократии и уважении прав человека в Гайане.

## Торговля
В 2011 году номинальный валовый внутренний продукт Гайаны (ВВП) составил 1,9 млрд долл. США, с населением в 751 000 человек ВВП на душу населения составляет 2500 $. В 2011 году сектор услуг составил около 65 процентов от ВВП, затем идут сельскохозяйственный и горнодобывающий сектора, которые составляются 23 % и 10 % соответственно. На производственный сектор приходится 4 процента от ВВП. В 2011 году США стали основным торговым партнёром Гайаны, экспорт в США составил сумму в 424,5 млн долларов, а импорт американских товаров — 363,6 млн $. Гайанские товары: сахар, морепродукты, фрукты и другие сельскохозяйственные продукты получили право на беспошлинный доступ на рынок США в рамках программы Caribbean Basin Trade Partnership Act которая была продлена до 2020 года. Геологическая служба США определила Гайану и Суринам, как имеющих второй по величине ресурсный потенциал среди неизведанных бассейнов нефти в мире. 